# Elymus kengii
Elymus kengii är en gräsart som först beskrevs av Nikolai Nikolaievich Tzvelev, och fick sitt nu gällande namn av Da Fang Cui. Elymus kengii ingår i släktet elmar, och familjen gräs. Inga underarter finns listade i Catalogue of Life.